# Margny (Marne)
Margny ist eine französische Gemeinde mit 123 Einwohnern (Stand: 1. Januar 2022) im Département Marne in der Region Grand Est. Sie gehört zum Kanton Dormans-Paysages de Champagne und zum Arrondissement Épernay. 

## Lage
An der westlichen Gemeindegrenze verläuft der Fluss Verdonnelle.
Nachbargemeinden sind:
| Verdon    | La Ville-sous-Orbais                        | Orbais-l’Abbaye         |
| Corrobert | Kompassrose, die auf Nachbargemeinden zeigt | La Chapelle-sous-Orbais |
|           | Janvilliers                                 |                         |

## Bevölkerungsentwicklung
| Jahr                       | 1962 | 1968 | 1975 | 1982 | 1990 | 1999 | 2008 | 2018 |
| -------------------------- | ---- | ---- | ---- | ---- | ---- | ---- | ---- | ---- |
| Einwohner                  | 135  | 133  | 119  | 90   | 88   | 118  | 108  | 125  |
| Quellen: Cassini und INSEE |      |      |      |      |      |      |      |      |

## Sehenswürdigkeiten

Kirche Saint-Sulpice

- Kirche Saint-Sulpice